# Meßkircher Zeitungskrieg
Der so genannte Meßkircher Zeitungskrieg bezeichnet eine lang andauernde regionale, politische, publizistische, gerichtliche und persönliche Auseinandersetzung des katholischen Zentrums und der Liberalen mittels zweier Lokalzeitungen in der damals badischen Oberamtstadt Meßkirch im ersten Drittel des 20. Jahrhunderts.
Wie allenthalben im Badischen Kulturkampf wurden, wenn auch erst später als andernorts, Zeitungen als Waffen im politischen Meinungskampf und zur vielfach gehässigen Bekämpfung des politischen Gegners genutzt. Als Gegenpol zu dem bereits 1872 gegründeten liberalen „Oberbadischen Grenzboten“ entstand 1899 das zentrumsnahe „Heuberger Volksblatt“. Das katholische Konkurrenzblatt bekämpfte unter seinem Redakteur Albert Zimmermann fortan bis in die ausgehende Weimarer Republik unerbittlich die liberale Rathauspartei. Selbst der Philosoph Martin Heidegger ergriff Partei und beteiligte sich am Zeitungskrieg zwischen Liberalismus und katholischem Konservatismus („Ultramontanismus“). Beide Zeitungen versuchten, die Position des eigenen Lagers zu stärken und die des anderen zu schwächen. Dabei war ihnen beinahe jedes Mittel Recht. Höhepunkte der hasserfüllten Auseinandersetzungen im städtischen Mikrokosmos waren Gerichtsprozesse zwischen den Kontrahenten und 1930 ein von Angriffen des Zentrumsblattes ausgelöster tödlicher Herzinfarkt des liberalen Bürgermeisters Johann Christian Weißhaupt auf einer Wahlveranstaltung. Die publizistische Schlammschlacht fand im Jahr 1933 durch die Machtübernahme der Nationalsozialisten mit ihrer Pressezensur und der staatlich gelenkten propagandistischen Einheitspresse ihr Ende. Die konkurrierenden liberalen und katholischen Blätter wurden gleichgeschaltet beziehungsweise verboten.

## Vorbedingungen

### Politische Ausgangslage
Ende des 18. und Anfang des 19. Jahrhunderts befand sich die ehemals fürstlich-fürstenbergische Residenzstadt Meßkirch in schwerer wirtschaftlicher Schieflage, woran auch die verheerende Schlacht bei Meßkirch vom 5. Mai 1800 erheblich Mitschuld trug. Mit dem im Jahr 1806 neu gegründeten Großherzogtum Baden setzte ein Wechsel ein. Als Amtsort des Bezirksamtes Meßkirch erhielt die Stadt alsbald Aufwind.
Ende des 19. Jahrhunderts war Meßkirch eine wirtschaftlich prosperierende und aufstrebende Landstadt – eine Entwicklung, die dem liberalen Bürgertum und vor allem seinem Wortführer, Johann Baptist Roder (1815–1890) zu verdanken war. Roder, der die Tochter des Adler-Wirts geheiratet hatte, brachte es als Gastwirt, Posthalter, Landwirt und Viehzüchter zu enormem Reichtum. Alsbald scharte sich ein exklusiver Zirkel vermögender Honoratioren, alle dem nationalliberalen Lager zuordenbar, um ihn. Als sich die Auseinandersetzung zwischen liberalem Staat und katholischer Kirche im Land Baden in den 1860er Jahren entzündete, zog es den zweitreichsten Mann der Stadt in die Politik, Roder wurde 1865 erstmals Landtagsabgeordneter.
Hatte in Meßkirch wie andernorts in Baden der Liberalismus Stadt und Land wirtschaftlich vorangebracht, vollzog der Heilige Stuhl in Rom zur gleichen Zeit eine konservative Kehrtwende und verdammte den Liberalismus zusammen mit dem Kommunismus. Nach der Verkündung des Dogmas von der päpstlichen Unfehlbarkeit formierte sich in Meßkirch 1873 als liberale Reaktion eine altkatholische Gemeinde. Politische Gegensätze verbanden sich nun zusätzlich mit konfessionellen, was letztlich zu einer Spaltung der Meßkircher Bevölkerung in zwei Lager führte. Das wohlhabende und gebildete Meßkircher Bürgertum, das alle wichtigen Funktionen in Politik, Wirtschaft und Kultur kontrollierte, stand nahezu geschlossen im liberalen Lager. „Ultramontane“, also nach Rom orientierte Katholiken, wurden vielfach aus den örtlichen Vereinen ausgeschlossen. So gab es bald katholische Konkurrenzgründungen, beispielsweise zwei Gesangvereine, zwei Militärvereine oder zwei Kreditinstitute.

### Politische Lager erhalten durch Zeitungsgründungen Gehör
1872 gründete der Buchdruckmeister Josef Steidel den „Oberbadischen Grenzboten“. Die erste Ausgabe dieser liberalen Meßkircher Lokalzeitung erschien mit der Zielsetzung, das religiöse Leben vom Druck des Jesuitentums zu befreien und jeglicher klerikalen Bevormundung im öffentlichen Leben den Kampf anzusagen. 1883 hatte der aus Überlingen stammende Buchdrucker und Redakteur Karl Willi (1849–1906) die Steidelsche Druckerei am Meßkircher Grabenbach und damit die Herausgeberschaft übernommen. Das traditionell liberal orientierte Blatt, das unter Steidels Führung während der Kulturkampfjahre ausgesprochen kämpferische Töne angeschlagen hatte, gewann unter Willis Leitung einen etwas ausgewogeneren Charakter, ohne aber von der liberalen Grundhaltung abzuweichen. Roder führte als Revoluzzer die liberale Bewegung an und konnte sich der Unterstützung des „Oberbadischen Grenzbote“ sicher sein.
Das römisch-katholische Lager beziehungsweise die Zentrumspartei widersetzten sich dem Badischen Kulturkampf. Mit der Gründung des „Heuberger Volksblatts“ erhielt sie 1898 ihr eigenes Publikationsorgan. „Heilige Pflicht jedes katholischen Mannes“ sei es, so war in der ersten Ausgabe zu lesen, „keine andere als die katholische Zeitung zu halten, weil diese im öffentlichen Leben eintritt für die von Gott geoffenbarte Wahrheit“. Auch nach der Gründung des „Heuberger Volksblatts“ blieb der „Oberbadische Grenzbote“ noch lange die meistgelesene Zeitung Meßkirchs.

## Die „heiße“ Phase

### Frontenbildung und Eskalation zum Zeitungskrieg
Der Zeitungskrieg war keine Meßkircher Besonderheit, aber er tobte in der Stadt besonders heftig und das über ein ganzes Menschenalter lang.
Der liberale „Oberbadische Grenzbote“ und das zentrumsnahe „Heuberger Volksblatt“ dienten jeweils als Plattform, um das konkurrierende Lager weltanschaulich und politisch zu bekämpfen. Mit großer Sachlichkeit, journalistischer Korrektheit und mitunter auch mit leicht moralisierendem Zeigefinger wurden die Leser über alle wichtigen oder unwichtigen Geschehnisse in und um Meßkirch, aber auch über Nachrichten aus Baden und Hohenzollern sowie über Ereignisse in aller Welt informiert. Breiten Raum nahm dabei stets die Berichterstattung zur Landespolitik in Karlsruhe ein. Der „Oberbadische Grenzbote“ diente aber nicht allein als Nachrichten-, sondern auch als Amts-, Anzeigen- und Unterhaltungsblatt. Neben der drei- bis viermal pro Woche herauskommenden Zeitung erschienen in Willis Verlag auch die Zeitschrift „Der badische Tierzüchter“ und zahlreiche Publikationen und Fachbücher zu landwirtschaftlichen Themen. Auf diesem Sektor hatte sich der Meßkircher Verleger landesweit einen Namen gemacht.
Nach 1900 mündeten die hässlichen Überwerfungen in einen offen geführten Zeitungskrieg. Von nun an lieferten sich die beiden Meßkircher Zeitungen eine endlose mediale Schlammschlacht, die den Gerichten und Rechtsanwälten Hochkonjunktur bescherte. Beide Zeitungen hatten sich eher ihrer Weltanschauung als der Information verpflichtet gefühlt. Viele Bürger hätten gar beide Zeitungen abonniert, um das stete Für und Wider besser verfolgen zu können.
Am 1. Juli 1906 hatte der aus Konstanz stammende Josef Schönebeck die Buchdruckerei und den Verlag des „Oberbadischen Grenzboten“ und der Fachzeitung „Badischer Tierzüchter“ übernommen. Kurz vorher war der frühere Besitzer Karl Willi nach 23-jähriger Betriebsinhaberschaft gestorben. Auch nach dem Übergang wurde der „Oberbadische Grenzbote“ nach wie vor in diesem Hause verlegt und gedruckt. Er bereicherte die Tageszeitung mit eigenen Novellen, unter anderem mit dem „Plauderstübchen“, einer wöchentlich erscheinenden Glosse mit dem „Ritter Kuno“ auf dem Meßkircher Rathausgiebel als Symbolfigur. 1994 hat der „Südkurier“ diese jeweils samstags erscheinende Glosse wieder aufleben lassen.

### Neuer Aufwind unter Beteiligung Martin Heideggers
Die schwelende Fehde bekam durch den in Meßkirch geborenen Philosophen Martin Heidegger (1889–1976) neuen Aufwind: Nach dem Besuch einer Wahlkampfversammlung der nationalliberalen Partei griff Heidegger, der zum Wintersemester 1909 an der Universität Freiburg sein Studium der Katholischen Theologie aufgenommen hatte, in die Kontroverse über die Wissenschaftlichkeit der Philosophie der Jesuiten ein; unter dem Pseudonym „gg“ trat er am 7. April 1911 als rechthaberischer Vertreter des Katholizismus im „Heuberger Volksblatt“ in Erscheinung und empörte sich über die antijesuitischen und anti-antimodernistischen Redensarten eines Oberdomänenwaldinspektors sowie eines liberalen Professors. Daraufhin nahm der „Oberbadische Grenzbote“ die „Anrempelei“ auf, und es kam über zwei Monate hinweg zu einem regen Austausch von Rechthabereien. 2005 fasste Jürgen Kaube das damalige Schema mit den Worten »Haust du meine Jesuiten, haue ich deinen Haeckel« zusammen, wobei die Konkurrenzblätter keine rabulistische Wendung ausließen.
Auch in der Folgezeit ward es nicht ruhig um die beiden konkurrierenden Blätter. Der Meßkircher Zeitungskrieg wurde weiterhin mit teilweise recht unfairen Mitteln geführt. Die beiden Organe vertraten nicht nur unterschiedliche politische und gesellschaftliche Lager, sondern auch die romtreuen Katholiken auf der einen und die Alt-Katholiken auf der anderen Seite. Die Auseinandersetzung zwischen den Meßkircher Zeitungen fand ihren Nachklang im Gerichtssaal. Die Blätter spiegelten aber damit nur die gesellschaftliche Situation wider.

### Tragischer Höhepunkt im Zeitungskrieg
Weil die Mehrheit der Bevölkerung katholisch war, forderte sie die Macht im Rathaus. Doch die Liberalen wussten diese zu verteidigen: Der damalige Bürgermeister Johann Christian Weißhaupt, ein Liberaler, kündigte seinen Rücktritt an. Rechtzeitig vor der Gemeinderatswahl, denn die liberale Mehrheit im Rat wollte einen Nachfolger aus ihren Reihen bestimmen und damit ihre Mehrheit für neun Jahre sichern, so der Plan. Die Parteien DDP, DVP und SPD einigten sich auf den evangelischen Kaufmann Adolf Wendling. Das „Heuberger Volksblatt“ schäumte vor Wut: Aus reinem Zentrumshass hätten sich die Herren vorschnell festgelegt.
In diesem Kontext kommt es auch zum tragischen Höhepunkt im Meßkircher Zeitungskrieg, als die politischen Auseinandersetzungen 1930 ein Todesopfer forderten: Bürgermeister Weißhaupt regte sich während einer hitzigen Wahlversammlung im Lammsaal so sehr über den politischen Gegner auf, dass er nach respektlosen Einwürfen des Volksblattredakteurs Albert Zimmermann bei seiner Rede zusammenbrach und einem Herzversagen erlag.
Die Wahl wurde verschoben, das Zentrum hoffte wieder. Doch trotz katholischer Mehrheit in der Bevölkerung unterlag die Partei bei einer Beteiligung von 94 Prozent den Liberalen deutlich.
Im selben Jahr wechselte der „Oberbadische Grenzbote“ zum Verlag des „Stockacher Tagblatts“. Nach diesem Wechsel kam die Zeitung vom 1. April 1921 an unter dem Titel „Meßkircher Zeitung“ heraus. Der Zeitungsverlag ging 1930 an den „Seeboten“ in Überlingen.

## Ende des Zeitungskriegs

### Verbot und Einstellung
Erst mit dem Dritten Reich fand der Zeitungskrieg sein Ende: Das „Heuberger Volksblatt“ wurde am 16. Februar 1933 durch die Nationalsozialisten für drei Tage verboten. Als es wieder erschien, war es vorsichtiger als zuvor, das half aber nicht lange. Hans Pfeiffer, ein Lehrer, und Albert Zimmermann, der Redakteur, äußerten sich allzu kritisch, was dazu führte, dass beide im April 1933 in „Schutzhaft“ genommen wurden und die Zeitung Ende dieses Monats abermals verboten wurde. Am 1. Mai 1933 brachte Zimmermann eine Ausgabe mit der Erlaubnis des Bezirksamts Meßkirch heraus, seine letzte Ausgabe. Tags darauf kam es zu einem wohl geplanten Volksaufstand, bei dem etwa 100 Menschen vor dem Haus des „Heuberger Volksblattes“ tobten, etliche eindrangen, die Redaktion durchsuchten und verwüsteten. Um ihn vor dem Volkszorn zu schützen, wurde Zimmermann von der Polizei in „Schutzhaft“ genommen. Später durfte das „Heuberger Volksblatt“ wieder erscheinen, jedoch nicht mehr als Blatt des Zentrums, sondern als „katholische Tageszeitung“, die sich verpflichtete, wie es am 4. Mai hieß, „im Geiste und auf dem Boden der Nationalen Neuordnung in Deutschland“ zu stehen und „die Regierung in Reich und Land positiv zu unterstützen“. Zimmermann wurde jedoch abermals verhaftet und kam in das KZ Heuberg. Nach seiner Freilassung verließ er Meßkirch dauerhaft. Das „Heuberger Volksblatt“, in dem die katholische Kirche keinen Einfluss mehr hatte, hieß bald „Deutsche Volkszeitung“.
Ab 1935 erschien die „Meßkircher Zeitung“ dann nur noch als Lokalausgabe der Überlinger Zeitung „Seebote“, schließlich der „Konstanzer Zeitung“. Alle diese traditionsreichen Lokalzeitungen wurden in den 1930er Jahren von den nationalsozialistischen Machthabern verboten. 1935 wurde die „Deutsche Volkszeitung“ eingestellt, genauso wie die seither in Überlingen gedruckte „Meßkircher Zeitung“. Es erschienen dann nur noch NS-orientierte Blätter. In der Region war nur noch die nationalsozialistische Einheitszeitung „Bodensee-Rundschau“ zugelassen.

### Fortentwicklung der Druckereien
Die Buchdruckerei Schönebeck spezialisierte sich in der Folgezeit ausschließlich auf die Herstellung von Geschäfts- und Privatdrucksachen. Anfangs war der Druckereibetrieb räumlich sehr beengt. Die Druckerei, das Schreibwarengeschäft und das Büro waren im selben Gebäude in der Conradin-Kreutzer-Straße untergebracht, in dem heute ausschließlich ein Schreibwarengeschäft betrieben wird. Nach Kriegsende übernahm Heinz Schönebeck, der Sohn des Firmengründers, die Druckerei. In der Folgezeit wurde der Betrieb mehrfach vergrößert. Die ehemals das „Heuberger Volksblatt“ herausgebende Heuberg-Druckerei wurde durch Heinz Schönebeck junior, der 1972 die Firma Schönebeck übernommen hatte, erworben. Der bisherige Konkurrenzbetrieb wurde im Lauf der Jahre in den Druckerbetrieb völlig integriert und schließlich aufgegeben. 1973 erfolgte auch die Trennung der Druckerei und des Schreibwarengeschäftes in zwei unabhängig voneinander agierende Firmen.

## Wissenschaftliche Rezeption
- Renitenz und Genie – Meßkirch und der badische Seekreis zwischen der Revolution 1848/49 und dem Kulturkampf Tagung am 27. Oktober 2001 im Rittersaal des Schloss Meßkirch. Referenten waren u. a. Gert Zang und Hugo Ott. Veranstalter waren der Landkreis Sigmaringen und die Stadt Meßkirch in Verbindung mit der Gesellschaft Oberschwaben für Geschichte und Kultur, dem Verein für Geschichte des Hegaus und der Museumsgesellschaft.
- Mediengeschichte der Stadt. Ausstellung vom 5. bis 12. Juli 2006 in der Sparkasse Pfullendorf-Meßkirch, Schalterhalle der Hauptstelle Meßkirch. Ausstellung war Bestandteil des Seminarkurses „Welt der Medien“, ein Unterrichtsprojekt mit dem sich 21 Schüler der Jahrgangsstufe 12 des Martin-Heidegger-Gymnasiums Meßkirch (MHG) in Zusammenarbeit mit der Frankfurter Allgemeinen Zeitung (FAZ) seit dem Schuljahresbeginn 2005/2006 beschäftigt hatten.
- Meßkircher Zeitungskrieg. Vortrag im Rahmen der Vortragsreihe des 750-jährigen Meßkircher Stadtjubiläums am 31. März 2011 im Seminarraum des Schloss Meßkirch. Referent: Markus Vonberg.